# 전북고속

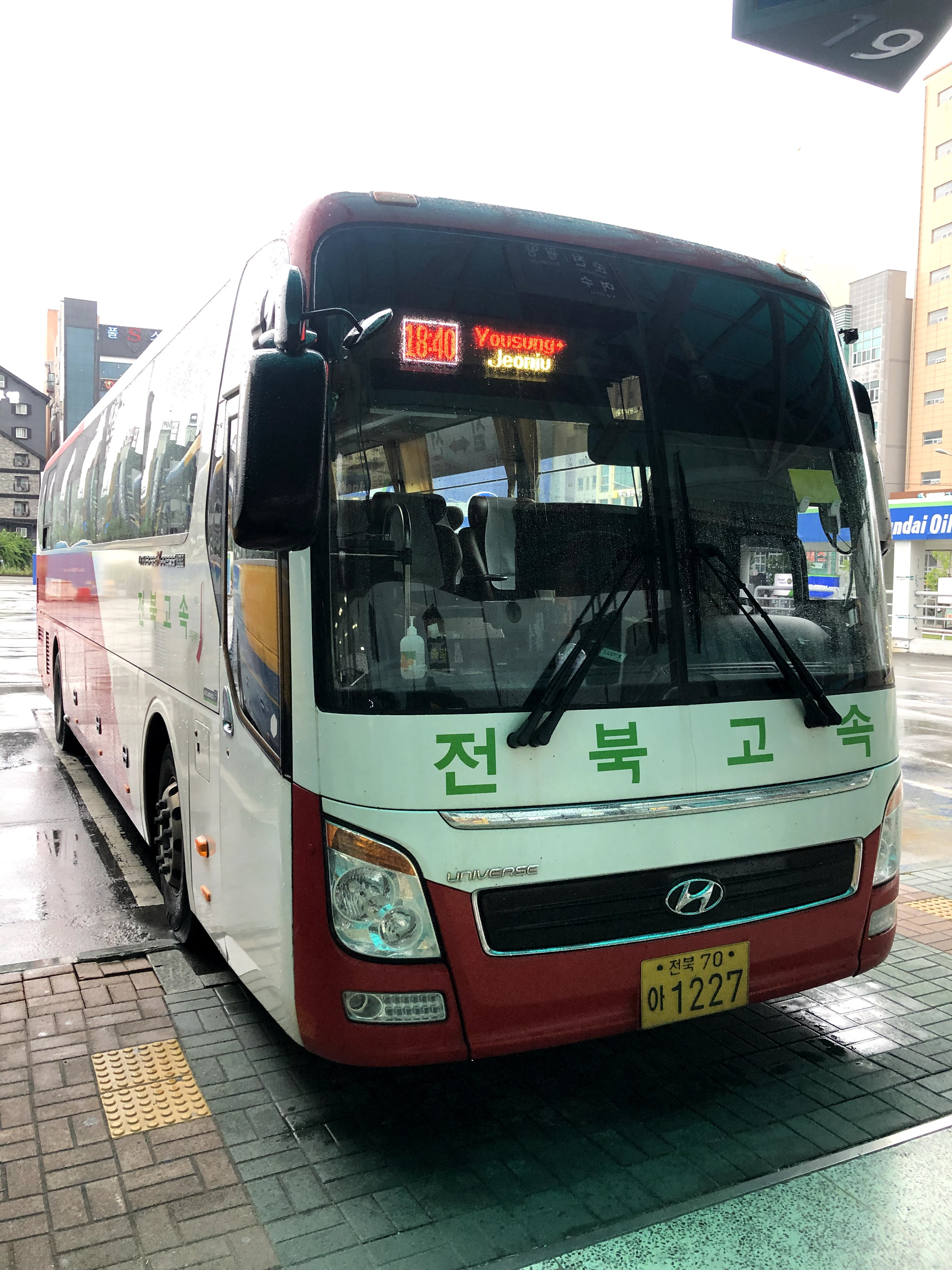
코로나19로 인해 인천공항선에서 나와 전주-유성-청주 구간을 운행하고 있는 전북고속 노블

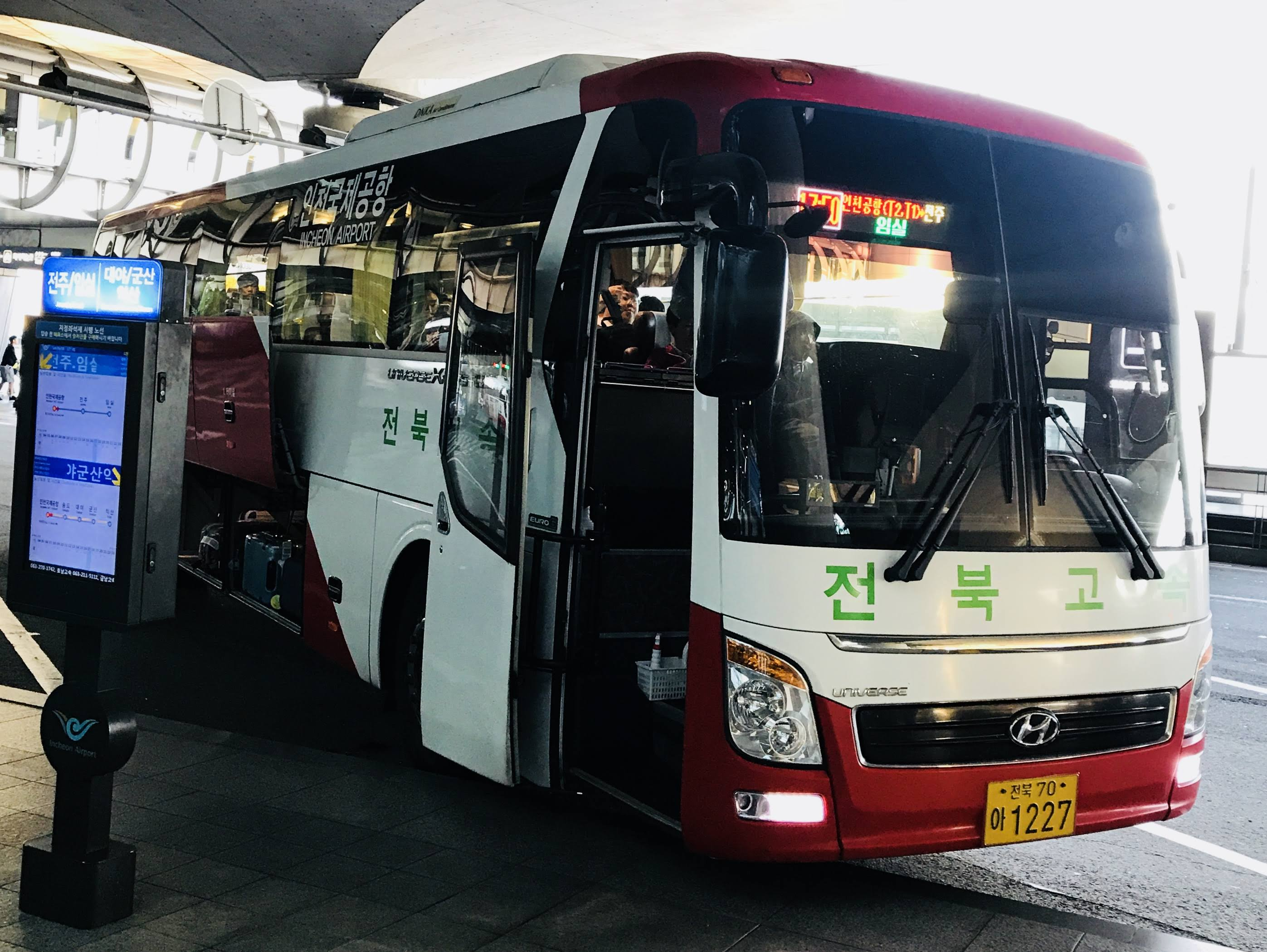
전북고속 소속 인천공항-전주-임실간 운행중인 현대 유니버스 익스프레스 노블

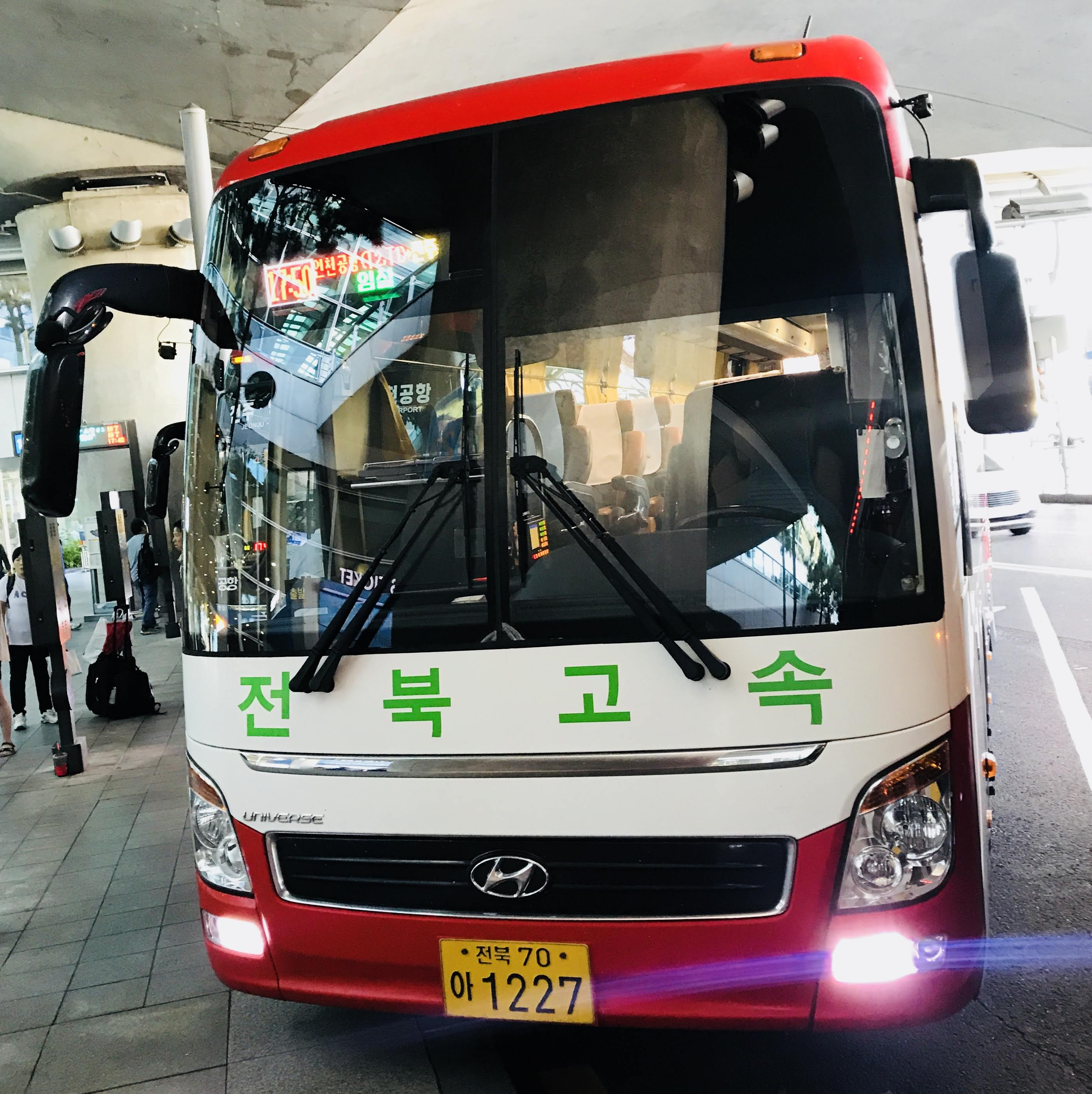
전북고속 4대의 고상형 유니버스 노블중 1대인 1227호, 나머지는 1055,1070, 1214

전북고속(全北高速)은 전북특별자치도의 시외버스 업체다. 주 사무소는 전북특별자치도 전주시 덕진구 가리내로 30 (금암동) 전주시외버스터미널 내에 있다. 계열사로는 전주고속과 전북여객이 있다.

## 역사
2015년 3월 20일 주식회사 전북고속의 운송사업부문을 주식회사 전북고속으로 분할하고 기존 회사는 주식회사 전북고속터미널로 상호를 변경하였다. 2018년 7월 1일 전북특별자치도 김제시에 소재한 안전여객의 시외버스 노선을 인수하였다.

## 운행 노선

### 고속버스
2019년 4월 기준이다. 모든 노선이 시외버스에서 고속버스로 전환된 노선이다.
| 운행 노선   | 운행사 | 운행구간 | 운행구간 | 운행구간 | 경유지 | 운행 대수 | 운행 대수 | 비고                      |
| 운행 노선   | 운행사 | 운행구간 | 운행구간 | 운행구간 | 경유지 | 일반      | 우등      | 비고                      |
| ----------- | ------ | -------- | -------- | -------- | ------ | --------- | --------- | ------------------------- |
| 광주 ↔ 유성 |        | 광주     | ↔        | 유성     | 비아   | 5         | 3         | 2014년 9월 29일 경로 변경 |

### 시외버스

#### 강남 출발 노선
- 강남 → 고창(정안알밤휴게소 경유, 대한고속, 호남고속과 공동운행)
- 강남 → 진안(호남고속과 공동운행, 봉동 경유, 일부 안천 종착)
- 강남 → 순창(호남고속과 공동운행, 임실군 강진 경유)

#### 서울남부 출발 노선
- 서울남부 → 전주(호남고속과 공동운행)
- 서울남부 → 임실(전주 경유, 호남고속과 공동운행)
- 서울남부 → 한일장신대(전주대학교 경유와 전주 경유로 나뉨, 호남고속과 공동운행)
- 서울남부 → 전주대학교(호남고속과 공동운행)
- 서울남부 → 우석대학교(삼례 경유(일부 차량은 3공단도 경유함), 호남고속과 공동운행)
- 서울남부 → 구천동(무주 경유)
- 서울남부 → 장수(무주, 안성, 장계 경유, 금남고속과 공동운행)
- 서울남부 → 익산(호남고속과 공동운행)
- 서울남부 → 삼례(익산 경유, 호남고속과 공동운행)

#### 전주 출발 노선
- 전주 → 평택(천안 경유, 대원고속, 금남고속, 호남고속과 공동운행)
- 전주 → 충주(유성 경유, 금남고속, 서울고속과 공동운행)
- 전주 → 구미(코리아와이드경북과 공동운행)
- 전주 → 반선(남노송동, 임실, 오수, 남원, 운봉, 인월 경유, 호남고속과 공동운행)
- 전주 → 격포(완산동, 김제, 부안, 격포 경유, 전주고속과 공동운행)
- 전주 → 포항(경주 경유, 아성고속, 대원고속과 공동운행)
- 전주 → 군산(덕진, 대야 경유, 전주고속과 공동운행)
- 전주 → 익산(덕진 경유, 전주고속과 공동운행)
- 전주 → 쌍치 (산외, 칠보 경유)
- 전주 → 서대구(진안, 장계, 거창 경유와 직통으로 나뉜다.)
- 전주 → 금산(인후동 경유[3])
- 전주 → 마산(남노송동(병무청)경유, 완행[4]과 직통으로 나뉜다. 대한여객과 공동운행)
- 전주 → 창원(남노송동(진,무청)경유, 완행[5]과 직통으로 나뉜다.)
- 전주 → 진주(남노송동(병무청)경유, 완행[6]과 직통으로 나뉜다. 대한여객과 공동운행)
- 전주 → 청주(덕진, 유성, 남청주 경유, 금남고속, 서울고속과 공동운행)
- 전주 → 법성포(완산동, 흥덕, 고창, 무장, 공음 경유)
- 전주 → 정읍(완산동 경유, 대한고속과 공동운행)
- 전주 → 고창(완산동 경유[7] 대한고속과 공동운행)
- 전주 → 여수(남노송동(병무청)경유 완행[8]과 직통으로 나뉜다.)
- 전주 → 순창([9][10] 호남고속과 공동운행)
- 전주 → 진안([11])
- 전주 → 장수(인후동 경유[12])
- 전주 → 무주(인후동 경유[13])
- 전주 → 구천동(인후동 경유[14])
- 전주 → 보령(대천해수욕장 경유,[15])
- 전주 → 서천(덕진, 익산, 군산 경유, 전주고속과 공동운행)
- 전주 → 광주(완산동, 동운동 경유[16])
- 전주 → 인천국제공항 (호남고속과 공동운행)

#### 군산 출발 노선
- 군산 → 동서울(익산 경유, 경기고속, 호남고속과 공동운행)
- 군산 → 인천(직통, 금남고속, 호남고속과 공동운행)
- 군산 → 수원(대야, 익산, 오산 경유)
- 군산 → 익산(대야 경유, 전주고속과 공동운행)
- 군산 → 대구서부정류장(대야, 익산, 전주 경유)
- 군산 → 포항(익산, 전주, 경주 경유)
- 군산 → 마산(익산, 전주 경유)
- 군산 → 부산(익산 경유, 금호고속과 공동운행)
- 군산 → 서천(전주고속, 금남고속, 충남고속과 공동운행)
- 군산 → 청주(대야, 익산, 유성 경유, 호남고속, 충북리무진과 공동운행)
- 군산 → 광주(대야, 익산, 동운동 경유)
- 군산 → 부천(경기고속, 호남고속과 공동운행)
- 군산 → 안양역(평촌 경유)
- 군산 → 대전(금남고속, 호남고속과 공동운행)

#### 광주(유스퀘어) 출발 노선
- 광주 → 광명역(의왕, 호계동, 안양역 경유)
- 광주 → 전주(운암동, 완산동 경유)
- 광주 → 남원(문화동 경유, 동광고속과 공동운행)[17]
- 광주 → 순창(문화동, 담양, 금성, 금과 경유, 동광고속과 공동운행)

#### 익산 출발 노선
- 익산 → 부천(경기고속, 호남고속과 공동운행)
- 익산 → 안양역(평촌 경유)
- 익산 → 인천국제공항(대야, 군산, 송도국제도시 경유, 호남고속, 금남고속과 공동운행)

#### 무주 출발 노선
- 무주 → 대전
- 무주 → 광주 (안성(무주), 장계, 장수, 남원, 문화동 경유)

#### 여수 출발 노선
- 여수 → 순천 → 성남(경기고속, 금호고속과 공동운행)
- 여수 → 순천 → 동서울(경기고속, 금호고속과 공동운행)
- 여수 → 동광양 → 광양 → 대전 (금호고속과 공동운행)[18]
- 여수 → 여천 → 순천 → 구례 → 남원 → 대구서부[19]

#### 남원 출발 노선
- 남원 → 인천국제공항(호남고속과 공동운행)
- 남원 → 대전 (장수, 장계, 안성, 무주 경유)

#### 임실 출발 노선
- 임실 → 전주 → 인천국제공항(호남고속과 공동운행)

#### 진안 출발 노선
- 진안 → 장수 → 인천국제공항(금남고속, 호남고속 공동 운행)[20]

## 운행 차량

#### 현대자동차
- 뉴 슈퍼 에어로시티
- 유니버스 스페이스 엘레강스
- 뉴 프리미엄 유니버스 익스프레스 프라임
- 뉴 프리미엄 유니버스 익스프레스 노블
- 뉴 프리미엄 유니버스 프라임
- 뉴 프리미엄 유니버스 프라임 EX

#### 스카이웰
- 스카이웰 리오네 EV

#### KGM
- 스마트 110E

## 같이 보기
- 대한고속
- 전주고속
- 안전여객
- 호남고속